# 4-propilheptano
El 4-propilheptano es un alcano de cadena ramificada con fórmula molecular C10H22.